# أوسكار جونسون (لاعب كرة قدم)
أوسكار جونسون (بالسويدية: Oscar Jonsson)‏ هو لاعب كرة قدم سويدي في مركز حراسة المرمى، ولد في 24 يناير 1997 في Vemdalen ‏ في السويد. لعب مع نادي يورغوردينس.

## وصلات خارجية
- أوسكار جونسون (لاعب كرة قدم) على موقع اتحاد السويد (السويدية)
- أوسكار جونسون (لاعب كرة قدم) على موقع قاعدة بيانات كرة القدم.إي يو (الإنجليزية)
- أوسكار جونسون (لاعب كرة قدم) على موقع Soccerway.com (الإنجليزية)